# BCM Gravelines
O Basket Club Maritime Gravelines-Dunkerque é um clube profissional de basquetebol sediado na cidade de Gravelines, França que atualmente disputa a Liga Francesa. Foi fundado em 1984 e manda seus jogos no Gravelines Sportica que possui capacidade de 3500 espectadores.

## Títulos
- 1x  Campeão da 2ª Divisão Francesa:1988
- 3x  Copas da França:  2005